# Пољаци у Републици Српској
Пољаци у Републици Српској (пољ. Polacy w Republice Serbskiej) су грађани пољског поријекла, који живе и раде на територији Републике Српске. Пољска култура је на просторе данашње Републике Српске дошла још удајом пољске принцезе Јелисавете Пјаст Котроманић за бана Босне Стефана II Котроманића. Припадала је династији Пјаст која је владала пољским краљевством. Поред Јелисавете, пољски краљ Казимир је имао сина Владислава Пољског. Прве пољске породице из Западне Галиције, данашње Украјине насељавају подручја прњаворске, лакташке, челиначке, дервентске и сусједних општина и то су углавном били земљорадницим. Са собом су донијели своју културу, обичаје, традицију и језик који су се и данас задржали у Републици Српској. Пољака је, по завршетку Другог светског рата, у прњаворском крају било готово седамнаест хиљада. После зла и страдања које је их је снашло за вријеме Хитлерове владавине многи су се вратили у стару домовину, углавном у Болеславјец.
У Прњавору је у сједишту Удружења Пољака „Болеславец” покренута школа пољског језика, која ће омогућити потомцима Пољака који живе на простору општине Прњавор учење пољског језика. Школа је са радом почела 11. новембра 2017. године на Дан независности Републике Пољске. Књиге и материјал за школу пољског језика донирало је Удружење „Реемигранти из Босне” из Болеславјеца.
Пољаци су једна од седамнаест службених националних мањина у Републици Српској, а њихове интересе заступају представници и делегати у Савјету националних мањина, и Савезу националних мањина.

## Историјат
Пољаци су почели да насељавају територију данашње Републике Српске у вријеме аустроугарске владавине. Дошли су из Галиције, и то су углавном били земљорадницим који су населили равничарске крајеве Босанске Крајине и Посавине. Осим пренасељености Галиције, Монархија је жељела искорисити знање њезиних житеља у обрађивању земљишта у новоокупираним крајевима. Населили су крајеве око Дервенте, Прњавора, Градишке, Бање Луке, Новог Града и Приједора. Према попису становништва из 1910. године у БиХ је живјело 10.975 Пољака, који су били организовани у 12 својих земљорадничких колонија. Аустроугарске власти су 1912. године забиљежиле да у прњаворском крају постоје „чисто пољска села“, набрајајући села Нови Мартинац, Гумјера, Грабашница, Раковац, Кунова, Деветина, Гајеви, Стара Дубрава и Кокорски Луг. Око Градишке таква села су била Миљевачка Козара, Челиновац, Бакинци Доњи и Бакинци Горњи. До 1930. године тај број се попео на 30.000 пољских досељеника. Уз пољопривреду, Пољаци су се бавили и пчеларством. У прњаворском селу Шибовска породице Пинцук и Жижевски имале су по 150 до 200 кошница.
По доласку у Србац, крајем 19. вијека, пољске породице бесплатно су добиле по десет хектара земље, а потом су на том земљишру градили куће, цркве, школе и гробља, и започињале нови живот на овим просторима. Највећи траг међу Пољацима који су се доселили у Србац оставио је Артур Бурда, који је 1903. у Бардачи подигао први рибњак на територији данашње Републике Српске. У пољском граду Новогрођецу и околини око 80 одсто грађана води поријекло управо од Пољака из околине Србца, који су се 1946. вратили у своју домовину. У насељу Черна код Новогрођеца поводом годишњице повратка Пољака у домовину, након што су пет деценија насељавали подручје Кунове у Српцу, сваке године се одржава пригодан програм и полажу вијенци на спомен обиљежје.
Начелник Одјељења за пољопривреду Врбаске бановине г. Марковић, који добро познаје живот пољских колонија, не само по свом положају, већ и стога што се родио и одрастао у селима у којима живе Пољаци, у разговору са Маријом Домбровском тврдио је да се пољска имања службено воде као добра и да, на пример, 75% испорука сјеменске дејтелине у цијелој Бановини дају Пољаци. Г. Марковић је такође истицао чврстину, стрпљивост и неуморну вредноћу Пољака, њихову способност за одрицањем, умјешност прилагођавања и у најгорим условима, уз истовремену отпорност на утицаје разне врсте који би били у супротности с њиховим националним осјећањем. Изнио је затим мишљење да су пољске колоније, саме по себи, а затим и као чинилац у свеопштој привреди земље веома занимљив проблем, који би вриједело проучити. Додао је и то, да би можда било добро да неки студент, пољски или југословенски стипендиста, обради то питање, рецимо као тему за дипломски рад. Чини ми се да би ова мисао могла да се повеже с нацртом статистичке анкете пољских колонија, који је изнијело наше Посланство у Београду и да би то требало истаћи и подржати.
Током Другог свјетског рата Пољаци су активно учествовали у антифашистичком покрету, придруживши се партизанским јединицама. Чак су имали и свој Пољски (пети) батаљон, у саставу 14. средњобосанске бригаде и борили су се против фашиста на просторима између Теслића, Жепча, Завидовића и Зенице.
Након рата, пољска влада је позвала све Пољаке који су се налазили изван Пољске на повратак у отаџбину. Пољаци су, на свом конгресу 1945. године, донијели одлуку да се врате у своју отаџбину и о томе извјестили и југословенске и пољске власти. Уз дозволу обију страна, Пољаци су одредили Доњу Шлеску за мјесто свога повратка у Пољску. Међутим, југословенске власти нису жељеље да исплате накнаду Пољацима за имовину коју су остављали. Чак су тражили да им Пољска плати за сву стоку коју су Пољаци са собом одводили, што је Пољацима, након неколико деценија живота и рада у БиХ, тешко пало. Услиједила су велика исељавања Пољака.

## Религија
Пољаци у Републици Српској, као и већина њихових сународника, у матичној земљи, као и широм свијета су католичке вјероисповијести. На територији Републике Српске, постоји један сакрални објекат, католичке цркве, у ком своје вјерске обреде обављају припадници пољског народа. Црква Светог Миховила Арканђела је смјештена у Челиновцу код Градишке. Пољско гробље у мјесту Нови Мартинац, је евидентирано као национални споменик у БиХ.

## Удружења
У Републици Српској, постоје три удружење Пољака, У Бања Луци је регистровано удружење, чији је назив Удружење Пољака Бања Лука. Активности Удружења започеле су у мају 2004. након добијања просторија за Савез националних мањина Републике Српске од Управе града Бање Луке. Удружење Пољака „Болеславец“ из Прњавора има око 80 чланова, а активних око 20 чланова. На територију Градишке, у мјесту Челиновац, дјелује удружење „Мак“. Специфичност овог мјеста је што у њему живе преостали Пољаци из Пољске који се нису жељели вратити у Пољску. Регионално удруживање Пољака с подручја Балкана уобличено је у Балканско удружење Пољака „Полониа Балканика“. Једина колонија Пољака у Републици Српској, окупљена и активна унутар Удружења „Мак“ из Челиновца, већ дужи низ година одржава „Дан пирогијаде“ у Челиновцу. То је прилика да пољска национална мањима представи гостима традиционално пољско јело Пироги.
Прослава 120 година од званичног досељавања Пољака на подручје данашње Републике Српске организована је 1. августа 2015. године у селу Челиновац на подручју општине Градишка. Челиновац је прва пољска насеобина настала на нашим подручјима 1895. године. Први Пољаци у организованом досељавању долазе већ 1892. године.

## Распрострањеност
Грађанин који се изјашњава као Пољак, то јесте као припадник пољске националне мањине у Републици Српској требало би да зна оквирне податке о својој другој домовини Пољској, знати неке обичаје, историју и културу. Од припадника ове националне мањине се очекује да истински осјећају припадност тој националној мањини, а удружења треба да развијају и његују те осјећаје.
По попису становништва 2013. у Босни и Херцеговини, а према подацима које је издао Републички завод за статистику, и који су једини валидни за Републику Српску, у Републици Српској је живјело 186 Пољака. Пољаци настањују сљедеће општине и градове:
| Пољаци, по општинама и градовима, према попису становништва 2013. у Републици Српској |        |
| јединица локалне самоуправе                                                           | укупно |
| укупно                                                                                | 186    |
| Бања Лука                                                                             | 35     |
| Бијељина                                                                              | 3      |
| Градишка                                                                              | 38     |
| Дервента                                                                              | 8      |
| Добој                                                                                 | 2      |
| Зворник                                                                               | 1      |
| Лакташи                                                                               | 16     |
| Оштра Лука                                                                            | 1      |
| Приједор                                                                              | 4      |
| Прњавор                                                                               | 64     |
| Србац                                                                                 | 9      |
| Сребреница                                                                            | 2      |
| Фоча                                                                                  | 1      |
| Челинац                                                                               | 2      |

## Значајне личности
- Артур Бурда, почасни конзул Републике Пољске у Краљевини Југославији и први оснивач Ротари клуба у Бањој Луци.[7]
- Зофија Орличова, поручник Армије Крајова и учитељица, рођена у Фочи
- Јелисавета Пјаст Котроманић, баница српске Бановине Босне као трећа супруга бана Стефана II[13]
- Михајло Собољевски, учесник Народноослободилачке борбе и потпуковник ЈНА, рођен у Новом
- Мјачеслав Жулински, припадник Војске Републике Српске